# Prvenstvo Hrvatske u šahu 2000.
Prvenstvo Hrvatske u šahu za 2000. godinu odigrano je u Puli, 7. – 19. siječnja 2000. godine. Prva dva mjesta podijelili su Krunoslav Hulak i Ivan Žaja, pa je 2. – 5. ožujka u Zagrebu odigran dodatni meč u kojem je pobijedio Žaja.
Tablica turnira:
```
                               1 2 3 4 5 6 7 8 9 0 1 2 3 4 
-------------------------------------------------------------------------
 1 
Krunoslav Hulak
      g 2495 * 1 = 0 = 1 = = 1 0 1 1 1 =  8.5  2556
 2 
Ivan Žaja
            m 2452 0 * = 1 = 0 1 = 0 1 1 1 1 1  8.5  2559
 3 
Mladen Palac
         g 2570 = = * 1 = 0 = 1 0 = 1 = 1 1  8.0  2527
 4 
Branko Kutuzović
     m 2432 1 0 0 * = = = = 1 1 1 = 1 =  8.0  2538
 5 
Boris Golubović
      m 2449 = = = = * 1 = = = 1 = = 0 1  7.5  2506
 6 
Darko Feletar
          2410 0 1 1 = 0 * = = 1 = 0 1 = 1  7.5  2509
 7 
Davor Rogić
          m 2494 = 0 = = = = * = 1 = 1 = 0 1  7.0  2475
 8 
Nenad Ferčec
         m 2464 = = 0 = = = = * 0 1 0 1 1 =  6.5  2448
 9 
Blažimir Kovačević
   m 2438 0 1 1 0 = 0 0 1 * = = 0 1 =  6.0  2421
10 
Robert Zelčić
        g 2529 1 0 = 0 0 = = 0 = * = 1 = =  5.5  2386
11 
Uroš Krstić
            2386 0 0 0 0 = 1 0 1 = = * = = 0  4.5  2344
12 
Hrvoje Stević
        m 2508 0 0 = = = 0 = 0 1 0 = * 1 0  4.5  2335
13 
Saša Režan
             2291 0 0 0 0 1 = 1 0 0 = = 0 * 1  4.5  2351
14 
Danijel Novak
          2377 = 0 0 = 0 0 0 = = = 1 1 0 *  4.5  2345
```

Dodatni meč:
```
                                1   2   3   4 
---------------------------------------------------------
Ivan Žaja         m CRO 2452    1   1   0   =   2.5  2590
Krunoslav Hulak   g CRO 2495    0   0   1   =   1.5  2365
```